# پل آنسپاک
پل آنسپاک (فرانسوی: Paul Anspach‎؛ ۱ آوریل ۱۸۸۲ – ۲۸ اوت ۱۹۸۱) شمشیرباز اهل بلژیک بود.
وی در مسابقات کشوری و بین‌المللی در مجموع برندهٔ ۲ مدال طلا، ۲ مدال نقره، ۱ مدال برنز شده‌است.